# Международный совет по системной инженерии
Международный совет по системной инженерии (англ. International Council on Systems Engineering, сокр. англ. INCOSE) — профессиональное сообщество, некоммерческая организация, ставящая своей целью развитие системной инженерии, разработку стандартов для неё и профессиональный рост системных инженеров.

## Обзор
INCOSE образован в 1990 году и к 2021 году насчитывал более 18 000 членов самых разных классов — от студентов до опытных практиков, от рядовых инженеров до менеджмента, от деятелей науки и техники до представителей бизнеса. Члены организации работают с целью расширить свои технические знания, обсудить идеи со своими коллегами, а также для развития системной инженерии.